# Бабакова, Инга Альвидасовна
И́нга Альвида́совна Бабако́ва (в девичестве — Буткус; род. 27 июня 1967, Ашхабад) — советская и украинская легкоатлетка, бронзовый призёр Олимпийских игр в прыжках в высоту. Заслуженный мастер спорта Украины.

## Карьера
На Олимпийских играх в Атланте завоевала бронзовую медаль в прыжках в высоту, уступив Ники Бакоянни и Стефке Костадиновой. На следующих Играх, в Сиднее и Афинах, занимала соответственно 5-е и 9-е места.
Также побеждала на чемпионате мира в 1999 году, становилась серебряным и бронзовым призёром первенства.

## Личная жизнь
Родилась в семье военнослужащего. Позднее переехала в Краснодар, где училась в школе.
Окончила Николаевский государственный педагогический институт, в который перевелась из Краснодарского государственного института физической культуры. Замужем за Сергем Бабаковым, сын Георгий родился в 1990 году, также есть дочь Николь. В настоящее время живёт в Николаеве.

### Награды
- Почётный знак отличия Президента Украины (07.08.1996)[4]
- Орден «За заслуги» II степени (23.09.1999)[5]
- Орден «За заслуги» I степени (20.01.2006)[6]